# ESV Kirchmöser
Der Eisenbahnersportverein Kirchmöser e. V. ist ein deutscher Sportverein im Ortsteil Kirchmöser der Stadt Brandenburg an der Havel. Vor 1990 war der Verein eine Betriebssportgemeinschaft und hieß BSG Lokomotive Kirchmöser.

## Geschichte
Der ESV Kirchmöser wurde im Jahr 1928 unter der Bezeichnung Reichsbahnsportverein (RSV) Brandenburg-West gegründet und bot die Sportarten Leichtathletik, Fußball, Schwimmen, Kanu, Segeln, Tennis, Kegeln und Schach. Zwischenzeitlich gab es auch Radsport sowie Boxen (zu einem anderen Verein); Segeln hat einen eigenen Verein gegründet.

Historisches Logo der BSG Lok

1933 wurden die Arbeitersportvereine verboten und so kam es im August 1934 zwangsweise zum Zusammenschluss mit dem SC Kirchmöser, so dass der Verein fortan unter dem Namen RSV Adler Kirchmöser auftrat. 1945 wurde der Verein aufgelöst und nach einem Neubeginn 1949 als Reichsbahnsportgemeinschaft Kirchmöser neu gegründet. Mit der Bildung der Sportvereinigung Lokomotive 1950 änderte sich der Name in BSG Lokomotive Kirchmöser. Trägerbetrieb der Betriebssportgemeinschaft (BSG) blieb die Deutsche Reichsbahn, speziell das Reichsbahnausbesserungswerk Brandenburg-West, später Werk für Gleisbaumechanik Brandenburg-Kirchmöser. 1990 wurde der Verein als Eisenbahnersportverein Kirchmöser neu gegründet.
2014 gab es die Abteilungen Badminton, Kanu, Angeln, Fußball, Kegeln, Motorsport, Tennis, Tischtennis, Sportakrobatik, Schach, Volleyball und Fitness. In der Vergangenheit war beispielsweise Handball eine Sektion des Vereins.

## Abteilung Fußball
Die Fußballer spielten zunächst als ESV Kirchmöser, ab August 1934 mit dem SC Kirchmöser zusammengeschlossen unter dem Namen RSV Adler Kirchmöser. Kurz nach Beginn des Zweiten Weltkriegs 1939 wurde faktisch der organisierte Spielbetrieb eingestellt. Der Club spielte bis 1945 nicht im höherklassigen Bereich, etwaige Teilnahmen an der Gauliga Berlin-Brandenburg fanden nicht statt.
Auf sportlicher Ebene agierte Kirchmöser als BSG in der dritt- beziehungsweise viertklassigen Bezirksliga Potsdam, welche mit gesicherten Mittelfeldplätzen gehalten wurde. 1958 reichte Lok Kirchmöser hinter der BSG Stahl Brandenburg und der zweiten Vertretung der BSG Rotation Babelsberg ein dritter Rang zum Aufstieg zur II. DDR-Liga, welche zuvor von zwei auf fünf Staffeln aufgestockt wurde. Die dritthöchste Spielklasse der DDR hielten die Kirchmöseraner bis zu deren Auflösung in der Saison 1962/63, eine realistische Chance zum Aufstieg zur DDR-Liga bestand nie. Im Anschluss wurde die Lok wieder in den Potsdamer Bezirksligabereich zurückgestuft, der mit kurzzeitigen Unterbrechungen bis 1980 gehalten wurde. In der Folgezeit versank Lok Kirchmöser wieder in der Bedeutungslosigkeit.
Seit 1990 startet der Verein als Eisenbahnersportverein Kirchmöser. Spielklasse 2014 war die 1. Kreisklasse A im Fußballkreis Havelland.

### Statistik
- Teilnahme II. DDR-Liga: 1958, 1960 bis 1962/63
- Teilnahme FDGB-Pokal: 1962 (2. Hauptrunde, 3:2 n. V. gegen Chemie Schönebeck, 2:5 gegen Chemie Zeitz), 1963 (1. Hauptrunde, 3:4 gegen Motor Dessau), 1964 (1. Hauptrunde, 1:3 gegen Vorwärts Neubrandenburg), 1967 (2. Hauptrunde, 1:0 gegen die TSG Wismar, 0:3 gegen Lok Stendal)

### Personen
- Maximilian Beier
- Saskia Lehnert
- Joachim Sigusch

## Abteilung Kanu
Der Kanusport begann in den 1920er Jahren im Rahmen des Arbeiter-Turn- und Sportbunds. Bis 1928 schuf man sich unter ständiger Geldknappheit ein Bootshaus im Ortsteil Kirchmöser-Dorf. Der Verein nannte sich Freie Wasserfahrer Kirchmöser, Sparte Kanu, und hatte in kurzer Zeit über 100 Mitglieder, die sich neben dem Kanurennsport auch mit Wasserwandern und Camping beschäftigten. 1933 wurde der Versuch der Nazis, das Bootshaus zu zerstören, von den Sportlern abgewehrt. Der Verein wurde verboten und ein neuer Wassersportverein Kirchmöser e. V. gebildet. Die Boote konnten im zwangsenteigneten Bootshaus, das jetzt im Besitz der Gemeinde Kirchmöser war, gegen eine monatliche Pacht von 100 RM verbleiben. Von 1945 bis 1949 nutzte die Sowjetarmee das Bootshaus als Lagerraum. Obwohl von der Sowjetarmee in Kirchmöser nicht erlaubt, versuchten viele alte und junge Sportler einen Neubeginn. 1949 schlossen sich die Freien Wasserfahrer Kirchmöser der Reichsbahnsportgemeinschaft Kirchmöser, ab 1950 BSG Lokomotive Kirchmöser, an.
In der Folge entwickelte sich der Kanurennsport in Kirchmöser und die BSG wurde zu einem Spitzensportverein. Von 1955 bis 1960 errangen viele Kanuten in den DDR-Nationalkadern nationale und internationale Erfolge. Nach 1960 entstand ein Trainingszentrum für junge Kanusportler, die vor Ort für die Kinder- und Jugendsportschule (KJS) in Brandenburg, ab 1976 in Potsdam, vorbereitet wurden. Insgesamt kamen bis 1990 24 junge Rennkanuten aus Kirchmöser an die KJS und einige auch in die Nationalmannschaft. Im ESV Kirchmöser wurde nach der Wende 1990 ein brandenburgischer Landesstützpunkt Kanu-Rennsport aufgebaut, an dem etwa 15 Kinder und Jugendliche trainiert werden. Zwischen 1990 und 2008 konnten 9 Sportler an die Sportschule Potsdam „Friedrich Ludwig Jahn“ (Eliteschule des Sports) delegiert werden.

### Personen
- Bernd Wenzel, von 1955 bis 1968 Rennkanute (SC Potsdam, ASK Vorwärts Potsdam), seit 1968 Trainer und Stützpunktleiter in Kirchmöser
- Reiner Kurth, Weltmeister 1971, Olympiavierter 1972, beides im K2
- Mario Zander, Juniorenweltmeister 1989 im K2 500 m
- Matthias Röder, Juniorenweltmeister 1989 im C1 500 m, Olympiavierter 1992 im C1 1000 m, Weltmeister 1997 im C2 1000 m
- Ingo Spelly, Weltmeister 1990 und 1991, Olympiasieger 1992, alles im C2
- Elias Kurth, Juniorenweltmeister 2019 im K2 1000 m (Großneffe von Reiner Kurth)